# Kazi

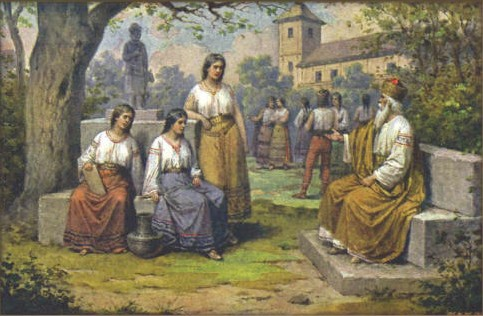
Josef Mathauser: Richter Krok und seine drei Töchter Kazi, Teta und Libuše

Kazi ist eine Gestalt der böhmischen Mythologie. Sie ist die älteste Tochter des zweiten böhmischen Herrschers und Landesrichters Krok. Ihre Schwestern sind Teta und Libuše. Jede der drei Schwestern zeichnet sich durch ein anderes Talent aus: Libuše ist Wahrsagerin, Teta führt den Götterkult im Land ein und Kazi befasst sich mit Heilkunde und Zauberei.
Cosmas von Prag widmet Kazi in seiner Chronica Boemorum einen kurzen Absatz bei der Beschreibung der sagenhaften ältesten Landesgeschichte. Er vergleicht ihre Kenntnisse über Heilkräuter und Zaubersprüche mit denen der Medea und ihre Heilkünste mit Asklepios. Sie habe viele Menschenleben gerettet und ihre Zauberkräfte seien so stark gewesen, dass sich selbst das Schicksal ihrem Willen unterordnen musste. Wurde etwas unwiederbringlich zerstört, benutzte man zu Zeiten Cosmas’ das Sprichwort: „Das kann auch Kazi nicht mehr richten.“ Nach ihrem Tod errichteten die Landesbewohner ihr zu Ehren einen hohen Grabhügel am Ufer des Flusses Mže.
Die nur bruchstückhaft und in christlicher Umformung überlieferte mythische Erzählung von den drei Schwestern weist nach Ansicht des Historikers Dušan Třeštík Parallelen zur indogermanischen Götterwelt auf, da indogermanische Schutzgöttinnen ebenfalls oft zu dritt auftreten und sich in ihren Zuständigkeiten deutlich unterscheiden. Die Funktionen in der christlichen Umdeutung des Cosmas entsprechen einerseits der Charakterisierung des Aberglaubens durch Götzendienst (idolatria), Wahrsagerei (divinatio) und Magie (magia), wobei Kazi die Magie vertritt. Andererseits werden die Schwestern überwiegend positiv dargestellt und entsprechen so den personifizierten christlichen Haupttugenden: fides, dem Glauben, caritas, der Liebe und spes, der Hoffnung.